# Războiul lumilor (film The Asylum din 2005)
Războiul lumilor (H. G. Wells' War of the Worlds) este un film științifico-fantastic din 2005, direct pe DVD, regizat de David Michael Latt și cu C. Thomas Howell, Jake Busey, Rhett Giles și Tinarie Van Wyk-Loots în rolurile principale. Filmul a fost produs și distribuit independent de The Asylum. Este o adaptare a romanului omonim al lui H. G. Wells din 1898 și un mockbuster a ecranizării aceluiași roman de către DreamWorks / Paramount.
A avut o continuare în 2008, Războiul lumilor: A doua invazie, de asemenea cu C. Thomas Howell în rolul principal.

## Prezentare
Pe suprafața lui Marte, un rover Mars este distrus de o forță necunoscută. Astronomul George Herbert (Howell) și soția sa Felicity (Van Wyk Loots) își fac bagajele pentru o excursie la Washington, D.C., pentru a sărbători cea de-a 10-a aniversare a nunții. Fiul lui George, Alex, vede un meteorit care intră în atmosfera Pământului. George este chemat să lucreze la studiul incidentului, iar soția și fiul său pleacă mai devreme în D.C. fără el. În timp ce se duce la muncă, un „meteorit” aterizează. Un „umblător” (tripod) extraterestru iese din crater și masacrează martorii cu o armă cu energie, iar George abia scapă nevătămat. George decide să se întâlnească cu fratele său Matt în Hopewell înainte de a se muta la Washington, D.C..
În ciuda zvonurilor că D.C. a suferit unele dintre cele mai mari devastări ale invaziei, George merge mai departe și se întâlnește cu sergentul Kerry Williams, ultimul membru rămas al echipei sale. George și Williams se întâlnesc cu Samuelson, un locotenent nebun după putere, cu noțiuni nerealiste de rezistență împotriva invadatorilor, care îi respinge ca fiind lași. În Hopewell, „umblătorii” lansează o insurecție grea și Matt moare în timpul distrugerilor. George și Williams sunt despărțiți în luptă. Un pastor, Victor, îl găsește pe George și îi descrie credința că invazia este o formă de Răpire, dar rămâne optimist. Cei doi merg împreună spre D.C.. Credința lui Victor este zdrobită când un membru isteric al bisericii sale îl blestemă pe Dumnezeu pentru moartea copiilor ei. George și Victor sunt martorii efortului final al militarilor împotriva „umblătorilor”, care îi înving cu gaze toxice.
Cei doi caută refugiu în casa părăsită a unui medic veterinar, căutând mâncare și medicamente, atunci când cartierul este adus în ruine de un alt meteorit. George observă extratereștrii recoltând oameni, în timp ce Victor devine descurajat, respingându-și credința. George găsește vaccinuri antirabice și plănuiește să le folosească împotriva extratereștrilor. George injectează cu succes un extraterestru curios, doar pentru ca acesta să-l omoare pe Victor și să plece. Câteva zile mai târziu, extratereștrii dispar, iar George își continuă călătoria pe jos spre DC. George se întâlnește cu Williams și cu un Samuelson care are tulburări mentale, acesta s-a promovat singur pe câmpul de luptă. Samuelson îl ucide fără sens pe Williams, iar George, la rândul său, îl ucide pe Samuelson.
George ajunge în sfârșit în D.C., care este complet distrus. George vrea să se sinucidă dar află că extratereștrii au murit cu toții, neavând imunitate la un virus uman. George îi găsește pe Felicity și Alex în viață printre puținii supraviețuitori umani.

## Distribuție
- C. Thomas Howell – Dr. George Herbert
- Andy Lauer – Sgt. Kerry Williams
- Rhett Giles – Pastor Victor
- Tinarie Van Wyk-Loots – Felicity Herbert
- Jake Busey – Lt./General Samuelson
- Peter Greene – Matt Herbert
- Dashiell Howell – Alex Herbert
- Edward DeRuiter – Max